# Баку (фільм, 1926)
«Баку» (рос. «Баку») — документальний фільм відомого радянського кінорежисера грузинського походження Михайла Чіаурелі. Перший в історії фільм, режисером якого є Чіaурелі. Можливо фільм не зберігся. 